# 小行星3117
小行星3117（3117 Niepce）是一颗围绕太阳公转的小行星。1983年2月11日，諾曼·G·托馬斯在可可尼诺县发现了此天体。
該小行星以法國攝影先驅約瑟夫·尼塞福爾·涅普斯命名。
这颗小行星的绝对星等为221.2465519314913等。